# Акопов, Андраник Сумбатович
Андрани́к Сумба́тович Ако́пов (род. 24 сентября 1974, Москва) — российский математик и экономист, специалист в области имитационного моделирования (в том числе, агент-ориентированного, эколого-экономического и эволюционного моделирования), эвристических оптимизационных алгоритмов и управления сложными системами. Доктор технических наук, кандидат экономических наук, профессор, профессор РАН (2022). Главный научный сотрудник ФГБУН Центрального экономико-математического института РАН (ЦЭМИ РАН).

## Биография
- Окончил Московский авиационный институт в 1997 г., факультет «радиоэлектроники летательных аппаратов», по специальности «инженер» (каф. 402)[1].
- Кандидат экономических наук (ЦЭМИ РАН, 2001, тема диссертации — «Поведение естественных монополий в условиях переходного периода»[2]).
- Доктор технических наук (ВЦ РАН, 2009, тема диссертации «Система управления инвестиционной деятельностью вертикально интегрированной нефтяной компании»[3]).
- Профессор по специальности «Математические и инструментальные методы экономики» (2018)[4].
- Профессор РАН по Отделению общественных наук (2022)[5][6].
- Главный научный сотрудник ФГБУН Центрального экономико-математического института РАН (ЦЭМИ РАН)[7].
- Профессор МФТИ[8] и РТУ МИРЭА[9].
- Член редколлегии журнала «Бизнес-информатика»[10].
- Заместитель главного редактора журнала «Искусственные общества»[11].
- Член Ученого[12] и диссертационного[13] советов ЦЭМИ РАН.
- Член диссертационного совета НИУ ВШЭ по менеджменту[14].
- Руководитель проектов РНФ[15] и РФФИ[16][17][18].
- Автор статей в высокорейтинговых международных научных журналах, которые входят в первый квартиль Web of Science и Scopus и имеют импакт-фактор JCR от 3 до 8.
- Являлся руководителем и основным исполнителем десятков исследовательских проектов, в том числе международных и междисциплинарных.
- Подготовил 4 кандидатов наук.
- Рецензировал статьи для Nature (Scientific Reports), Ecological Economics, PLoS ONE, IEEE Transactions on Intelligent Transportation Systems, IEEE Computational Intelligence Magazine, IEEE Transactions on Fuzzy Systems, IEEE Access, Journal of Grid Computing, Ecological Modelling, International Journal of Adaptive Control and Signal Processing, Expert Systems and Applications, Knowledge-Based Systems, International Journal of Information Technology and Decision Making, Symmetry, Mathematics, Electronics, Sustainability, Экономика и математические методы, Бизнес-информатика др.[19]
- На апрель 2025 года индекс Хирша по РИНЦ — 25[20], по ядру РИНЦ — 15[20], по Scopus — 14[21], по Web of Science — 13[19].
- Женат, трое детей.

## Премии и награды
- Премия Фонда содействия отечественной науке по программе «Лучшие экономисты РАН» (2004).
- Награда ЦЭМИ РАН по итогам научно-исследовательских работ 2013 г. — за цикл работ по теме «Моделирование поведения толпы в условиях экстремальных ситуаций».
- Награда ЦЭМИ РАН по итогам научно-исследовательских работ 2017 г. — за научную работу «Агентная модель эколого-экономической системы».
- Почётная грамота Российской академии наук – «За многолетний плодотворный труд на благо российской науки в области экономической теории, математического и компьютерного моделирования экономики в связи с 60-летием основания ФГБУН ЦЭМИ РАН» (2023 г.)[22].

## Научная деятельность
Область научных интересов включает в себя такие направления, как: экономико-математические модели и методы, агент-ориентированная вычислительная экономика (agent-based computational economics), экономическая динамика и управление, многоагентные системы, генетические и роевые алгоритмы, нечёткая логика и нечёткие системы, эколого-экономическое моделирование, интеллектуальные транспортные системы, моделирование миграционных и демографических процессов, управление инвестиционной деятельностью, модели эвакуационного поведения и др.  
Основные научные результаты:
- разработана и внедрена имитационная модель вертикально-интегрированной нефтяной компании (ВИНК), включающая ряд взаимосвязанных подсистем: модель нефтедобычи, модель транспортировки, модель нефтепереработки и модель сбыта;

- разработана агентная модель поведения толпы в условиях чрезвычайных ситуаций и исследованы эффекты «турбулентности» и «давки», вызванные паникой;

- разработана агентная модель эколого-экономической системы и исследованы сценарии экологической модернизации предприятий и рационального озеленения города;

- созданы крупномасштабные агент-ориентированные модели сложных социально-экономических систем (в частности, модели миграции, транспортные модели и др.);

- разработаны генетические и роевые оптимизационные алгоритмы для систем поддержки принятия решений экономического и экологического планирования.

Результаты исследований Акопова А.С. опубликованы в ведущих научных изданиях, в том числе, IEEE Transactions on Intelligent Transportation Systems, Knowledge-Based Systems, Environmental Modelling and Software, IEEE Access, Ecological Modelling, Proceedings for AAMAS (International Conference on Autonomous Agents and Multiagent Systems), Cybernetics and Information Technologies, Studies in Informatics and Control, Автоматика и телемеханика, Математическое моделирование, Бизнес-информатика,  Компьютерные исследования и моделирование, Проблемы управления, Экономика и математические методы, Экономическая наука современной России и др.
В 2014 г. им опубликован авторский учебник «Имитационное моделирование», издательство «ЮРАЙТ», выдержавший несколько переизданий. Ранее, в 2004 г была издана личная монография «Проблемы управления субъектом ТЭК в современных условиях», ЦЭМИ РАН.
Член программных комитетов ряда научных конференций, в том числе, с международным участием. Неоднократно выступал с приглашенными научными докладами.

## Преподавательская деятельность
С 2022 г. является профессором кафедры математического моделирования сложных систем и оптимизации МФТИ (по совместительству), а также преподает в РТУ МИРЭА. Ранее, в период с 2011 г. по 2022 г., осуществлял преподавательскую деятельность в НИУ «Высшая Школа Экономики», Департамент бизнес-информатики в должности профессора.
За время преподавательской работы подготовил 4 кандидатов наук, более 30 магистров, 40 бакалавров. Руководит несколькими аспирантами.

## Основные публикации
Автор и соавтор более 150 научных работ, в том числе, 1 личной монографии и 1 личного (дважды переизданного) учебника. Ряд статей был опубликован в высокорейтинговых международных научных журналах, входящих в первый квартиль Web of Science и Scopus. Эти журналы имеют импакт-фактор JCR от 3 до 8 и входят в «Белый список» Российского центра научных исследований (РЦНИ).
- Акопов А. С. Имитационное моделирование : учебник и практикум для вузов / А. С. Акопов. — 2-е изд., перераб. и доп. — Москва : Издательство Юрайт, 2024. — 426 с. — (Высшее образование). — ISBN 978-5-534-18379-5.
- Акопов А. С. Имитационное моделирование. Учебник и практикум для академического бакалавриата. — М.: Юрайт, 2014.  — 389 с. —  ISBN 978-5-9916-4186-9.
- Акопов А. С. Проблемы управления субъектом ТЭК в современных условиях. ЦЭМИ РАН, 2004. ISBN 5-8211-0309-6.
- Akopov A. S., Beklaryan L. A. Evolutionary Synthesis of High-Capacity Reconfigurable Multilayer Road Networks Using a Multiagent Hybrid Clustering-Assisted Genetic Algorithm // IEEE Access. 2025.  Vol. 13, pp. 53448-53474. DOI: 10.1109/ACCESS.2025.3554054.
- Akopov A. S. MBHGA: A Matrix-Based Hybrid Genetic Algorithm for Solving an Agent-Based Model of Controlled Trade Interactions // IEEE Access. 2025. Vol. 13, pp. 26843-26863. DOI: 10.1109/ACCESS.2025.3539460.
- Akopov A. S., Beklaryan L. A. Traffic Improvement in Manhattan Road Networks With the Use of Parallel Hybrid Biobjective Genetic Algorithm // IEEE Access. 2024. Vol. 12, pp. 19532-19552. DOI: 10.1109/ACCESS.2024.3361399.
- Akopov A. S., Beklaryan L. A., Thakur M. Improvement of Maneuverability Within a Multiagent Fuzzy Transportation System With the Use of Parallel Biobjective Real-Coded Genetic Algorithm // IEEE Transactions on Intelligent Transportation Systems. 2022. Vol. 23, no. 8, pp. 12648-12664. DOI: 10.1109/TITS.2021.3115827.
- Akopov A. S., Beklaryan L. A., Thakur M., Verma D. B. Parallel multi-agent real-coded genetic algorithm for large-scale black-box single-objective optimisation // Knowledge-Based Systems. 2019. Vol. 174. pp. 103-122. DOI: 10.1016/j.knosys.2019.03.003.
- Akopov A. S., Beklaryan L. A., Saghatelyan A. K. Agent-based modelling of interactions between air pollutants and greenery using a case study of Yerevan, Armenia // Environmental Modelling and Software. 2019. Vol. 116. pp. 7-25. DOI: 10.1016/j.envsoft.2019.02.003.
- Akopov A. S., Beklaryan L. A., Saghatelyan A. K. Agent-based modelling for ecological economics: A case study of the Republic of Armenia // Ecological Modelling. 2017. Vol. 346. pp. 99-118. DOI: 10.1016/j.ecolmodel.2016.11.012.
- Акопов А. С., Бекларян Л. А., Бекларян А. Л. Мультисекторная модель ограниченного соседства: сегрегация агентов и оптимизация характеристик среды // Математическое моделирование. 2021. Т. 33. № 11. c. 95-114. DOI: 10.20948/mm-2021-11-06.
- Акопов А. С., Бекларян Л. А. Агентная модель поведения толпы при чрезвычайных ситуациях // Автоматика и телемеханика, № 10, 2015, c. 131-143. DOI: 10.1134/S0005117915100094.
- Акопов А. С. К вопросу проектирования интеллектуальных систем управления сложными организационными структурами. Ч2. Программная реализация системы управления инвестиционной деятельностью вертикально-интегрированной нефтяной компании // Проблемы управления, № 1, 2011, c. 47-54.
- Акопов А. С. К вопросу проектирования интеллектуальных систем управления сложными организационными структурами. Ч1. Математическое обеспечение системы управления инвестиционной деятельностью вертикально-интегрированной нефтяной компании // Проблемы управления, № 6, 2010, c. 12-18.